# Spanish Castle Magic
Spanish Castle Magic è una canzone del secondo album di Jimi Hendrix del 1967 Axis: Bold as Love. La canzone parla di un viaggio immaginario attraverso un drago volante dove ci sono fantastiche visioni (ad es. nuvole inondate di zucchero filato) tutto questo visto nelle menti di tutti. L'origine della canzone è una giornata felice vissuta da Jimi quando suonò in un club di Des Moines vicino a Seattle chiamato The Spanish Castle, da qui il titolo della canzone. Alla fine della canzone parla invece delle sue frustrazioni.
La canzone è stata reinterpretata da molti artisti di generi diversi.
Oltre alla versione ufficiale contenuta all'interno dell'album, esiste anche una versione più rara lunga quasi il doppio (circa 5:50). Essa presenta sonorità praticamente identiche a quella più diffusa contenuta nell'album, ma ancora più dure e particolarmente acide, a tal punto che la si può associare al Proto-metal.

## Cover
La canzone è stata reinterpretata dai Santana e dal gruppo finlandese Hay and Stone, dal guitar hero Yngwie J. Malmsteen che l'ha suonata nel suo live Live in Leningrad: Trial by Fire.

## Nei videogiochi
La versione strumentale si può trovare nel videogioco Guitar Hero della PlayStation 2. La ragione che sia senza la voce è sconosciuta, forse è dovuta al copyright o alla difficoltà di riprodurre la voce di Jimi Hendrix. La versione originale si può comunque sentire sul sito ufficiale di Guitar Hero.